# Паркс, Варни
Ва́рни Паркс (англ. Varney Parkes, 4 июня 1859, Райд, Сидней, Новый Южный Уэльс, Британская империя — 14 мая 1935, Глэйдсвилл, Сидней, Новый Южный Уэльс, Австралия) — австралийский политик и архитектор,  неоднократный член Законодательного собрания Нового Южного Уэльса в период с 24 сентября 1885 по 6 ноября 1913 года и автор ряда архитектурных сооружений на территории штата. Сын премьер-министра Нового Южного Уэльса и отца-основателя австралийского государства Генри Паркса.

## Ранние годы
Варни Паркс родился 4 июня 1859 года в Райде, пригороде Сиднея, в семье Генри Паркса, отца-основателя австралийского государства, и его жены Кларинды Варни. В 1873—1877 годах учился в королевском колледже в Лондоне (это обучение стоило 1400 фунтов стерлингов), попутно работая в банке Нового Южного Уэльса. 
После окончания колледжа поступил на государственную службу и был назначен в бюро колониальной архитектуры в январе 1879 года. Проработав там год, он уволился, став партнёром с Карлом Генрихом Эдмундом Блэкманом, известным архитектором, с которым они были приняты в австралийский институт архитекторов, профессиональный орган для архитекторов Австралии 31 марта 1883 года.

## Парламентская карьера
Варни Паркс был избран в парламент Нового Южного Уэльса на довыборах 24 сентября 1885 года вместе со своим отцом от его партии свободной торговли. В марте 1888 года он ушел в отставку, чтобы снова вернуться в июне 1891 года. В 1895 году Варни объявил о своем банкротстве и был вынужден подать в отставку по существовавшим тогда правилам, но был переизбран на свой пост в этом же году. Он представлял партию свободной торговли и после смерти своего отца вплоть до 1900 года, а с 1907 по 6 ноября 1913 год был членом либеральной партии, после чего покинул парламент.
В ходе работы в парламенте Варни был председателем постоянного парламентского комитета по общественным работам. В 1894—1896 годах он обвинял другого члена парламента, Роберта Хиксона, в коррупции и некомпетентности, из-за чего была созвана специальная королевская комиссия, которая, впрочем, не нашла доказательств. С августа 1898 по сентябрь 1899 Паркс был почтмейстером в министерстве Джорджа Рида. Ещё он обвинял в коррупции и сэра Артура Гриффита, который тоже был оправдан королевской комиссией.

## Карьера архитектора и сооружения
Первый представленный Парксом проект был неудачным — это проект нового здания парламента, который был отклонён. В соавторстве с Джеймсом Булом в 1894 он построил два здания для банков Австралии: одно в неороманском стиле, а второе — в классическом для федерации. Помимо этого Парксом в соавторстве с Блэкманом были построены: государственная школа Экскернвилля (1883), Стэнвортская школа в Сиднее (1884—1886) и загородный дом Hazeldean (1898—1901). В 1894 году он переделал часть церкви святого Иакова в Сиднее, построив ей новые шпиль, портик и склеп, при этом основной задачей при выполнении заказа было то, чтобы следов ремонта не было видно, поэтому Варни использовал ту же старую медь, что использовали и при строительстве здания. Помимо этого Паркс спроектировал мемориальную арку в городе Вуллонгонг.
Построенный в 1893 году для австралийского предпринимателя Джорджа Адамса отель «Marble bar» считается исследователями самым удачным проектом Паркса.
Все эти здания внесены в Австралийский список культурного наследия.

## Семья
Варни был дважды женат. В первый раз он женился на Мэри Мюрей в пресвитерианской церкви 21 марта 1883 года. Вместе молодожёны прожили лишь пять месяцев, после чего Мэри скончалась. Тогда во второй раз Паркс женился 24 декабря 1884 года на сестре Мэри Изабелле в городе Ливерпуль. Семья часто переезжала. В этом браке у Парксов родились пять детей. Несмотря на это брак нельзя было назвать удачным, поскольку Паркс пытался развестись с супругой, обвиняя её в супружеской неверности в декабре 1902. Но на суде в конце того же года они достигли мирового соглашения и остались жить вместе вплоть до смерти Варни.

## Последние годы жизни и смерть
Последние годы жизни Варни провёл как отшельник, не занимаясь делами и лишь изредка видясь с семьёй. Он занимался в основном геологией. 14 мая 1935 года Паркс умер в своём доме в Глэйдсвилле (пригород Сиднея), оставив жену и трёх детей (два ребёнка из пяти родившихся в браке умерли ещё в младенчестве), которые похоронили его рядом с отцом и матерью в местечке Фолконбридж, в Голубых горах.

## Галерея
- Банк в классическом стиле федерации, Сидней
- Банк в неороманском стиле, Сидней
- Государственная школа Экскернвилля, Сидней
- Стэнвортская школа, Сидней
- Церковь Святого Иакова, Сидней
- Hazeldean, сиднейский пригород Вахрунга[англ.]